# Papyrocranus congoensis
Papyrocranus congoensis är en fiskart som först beskrevs av Nichols och Francesca LaMonte 1932.  Papyrocranus congoensis ingår i släktet Papyrocranus och familjen Notopteridae. IUCN kategoriserar arten globalt som livskraftig. Inga underarter finns listade i Catalogue of Life.